# Thomas Brisbane
Pour les articles homonymes, voir Brisbane (homonymie).
Thomas Makdougall Brisbane (Largs, Ayrshire, 23 juillet 1773 – 27 janvier 1860), 1er baronnet, est un soldat, administrateur et astronome écossais. Il est le septième gouverneur de Nouvelle-Galles du Sud.

## Carrière militaire
Fils de Thomas Brisbane, il naît à Largs dans le comté d'Ayr en Écosse. Il étudie l'astronomie et les mathématiques à l'université d'Édimbourg. Il rejoint l'armée de terre britannique en 1789 ou 1793. Il effectue sa carrière en Flandre, aux Antilles, en Espagne et en Amérique du Nord. Il sert sous les ordres du Duc de Wellington. En 1813 il est promu Major-Général et commande une brigade aux États-Unis en 1814. En novembre 1819 il se marie avec Anna Maria Makdougall.
Il meurt le 27 janvier 1860 à Largs dans le North Ayrshire.

## Carrière politique
En 1821, sur recommandation de Wellington, il est nommé Gouverneur de Nouvelle-Galles du Sud, poste qu'il conserve jusqu'en 1825. En tant que gouverneur il doit s'occuper de tous les problèmes afférents à une colonie en pleine expansion. Il travaille sur le système de donations de terre et reforme la monnaie. Il conduit des expérimentations de culture de tabac, coton, café et des Phormium. Il est aussi le premier patron de la New South Wales Agricultural Society.
Il prend son poste le 1er décembre 1821 et conduit certaines des réformes préconisées par John Thomas Bigge. Brisbane ne reçoit pas tout le support voulu de son administration, en particulier celui de Frederick Goulburn, secrétaire aux colonies. Un rapport de Brisbane au comte Bathurst daté du 4 mai 1825 montre qu'il ne se confine pas aux recommandations des rapports Bigge. Il découvre que les donations de terrains aux colons sont faites de façon très libérale et il instaure un système où pour chaque donation de 100 acres de terrain, le receveur doit pourvoir à la subsistance d'un convict. En 1824 il expérimente en donnant une totale liberté de presse lors de la création du journal the Australian par Robert Wardell (en) and William Charles Wentworth.
En 1823 Brisbane envoie le lieutenant John Oxley à la recherche d'un nouveau site pour les convicts coupables de délits répétés. Ayant découvert une rivière se jetant dans la baie Moreton, Oxley suggère de la nommer Brisbane, de même que le site d'installation des forçats qui deviendra la capitale de l'État du Queensland.
Il donne son accord à Bougainville pour édifier un monument à la gloire de Lapérouse à Botany Bay.
Malgré son travail utile, Brisbane ne peut plus échapper aux guerres de factions, pas plus que ne l'avaient pu ses prédécesseurs. Henry G. Douglass, le chirurgien assistant de la colonie est au centre d'une controverse débouchant sur des accusations de malversations, charges à l'encontre de Brisbane qui sont envoyées en Angleterre. Les charges les plus graves concernent l'envoi de prisonnières à Emu Plains. Ces charges sont étudiées par William Stewart, le gouverneur général, John Stephen, juge assistant, et le révérend William Cowper. Leurs investigations ne permettent pas de trouver le moindre fondement aux accusations. Brisbane découvre que Goulburn, secrétaire aux colonies, a agi bien plus largement que ses responsabilités ne lui permettent. La conduite de Goulburn est reportée au comte Bathurst par Brisbane. En réplique Bathurst rappelle Brisbane et Goulburn en Angleterre en 1824. Après son retour en Angleterre, Brisbane rejoint l'Écosse en 1826 où il se marie. Il s'y installe jusqu'à la fin de sa vie pour se consacrer principalement à la science.

## Carrière scientifique
Brisbane s'intéresse à la science durant toute sa carrière, en particulier à l'astronomie. Dès 1808 il possède un observatoire dans sa maison natale où il contribue à des relevés. Il amène tout son équipement en Australie ainsi que deux astronomes assistants, Karl Ludwig Christian Rümker et James Dunlop. Il équipe ainsi un observatoire à Parramatta en 1822 qui fonctionne jusqu'en 1855. De retour en Grande-Bretagne il publie The Brisbane Catalogue de 7 385 étoiles visibles de l'hémisphère sud en 1835.
Quand Brisbane retourne en Écosse il continue ses recherches et construit un observatoire sur les terres de sa femme, à Markerstoun, près de Kelso dans les Scottish Borders. Il devient membre de la Royal Society of Edinburgh dont il reçoit la médaille Keith ; il crée aussi une nouvelle médaille, la médaille Brisbane qui est décernée par la RSE. Il devient président de cette société savante en 1833 après la mort de Walter Scott. L'année suivante il prend la présidence de la British Association for the Advancement of Science.

## Honneurs
En 1828 il reçoit la Médaille d'or de la Royal Astronomical Society, John Herschel le présente comme le premier patron des sciences en Australie lors de la remise de cette médaille. Les universités d'Oxford et de Cambridge lui décernent chacune un doctorat honorifique. Il est promu chevalier de l'Ordre du Bain en 1814 et Grand-croix du même ordre en 1837.

### Lieux portant son nom
- La rivière Brisbane et la ville de Brisbane,
- Le planétarium Sir Thomas Brisbane Planétarium
- Le cratère Brisbane sur la Lune.
- L'astéroïde (5277) Brisbane

(La ville de Brisbane en Californie n'a pas de rapport avec Thomas Brisbane)